# Hô Trung
Hô Trung (giản thể: 呼中区; phồn thể: 呼中區; bính âm: Hūzhōng Qū) là một khu (quận) của địa cấp thị Đại Hưng An Lĩnh, tỉnh Hắc Long Giang, Trung Quốc

### Trấn
- Hô Trung (呼中镇)
- Bích Thủy (碧水镇)
- Hô Nguyên (呼源镇)
- Hoành Vĩ (宏伟镇)